# Patharia
Patharia è una suddivisione dell'India, classificata come nagar panchayat, di 17.182 abitanti, situata nel distretto di Damoh, nello stato federato del Madhya Pradesh. In base al numero di abitanti la città rientra nella classe IV (da 10.000 a 19.999 persone).

## Geografia fisica
La città è situata a 23° 53' 60 N e 79° 12' 0 E e ha un'altitudine di 357 m s.l.m..

## Società

### Evoluzione demografica
Al censimento del 2001 la popolazione di Patharia assommava a 17.182 persone, delle quali 9.076 maschi e 8.106 femmine. I bambini di età inferiore o uguale ai sei anni assommavano a 2.562, dei quali 1.330 maschi e 1.232 femmine. Infine, coloro che erano in grado di saper almeno leggere e scrivere erano 11.390, dei quali 6.804 maschi e 4.586 femmine.